# Theodore Roosevelt
Theodore Roosevelt Jr. (Nova Iorque, 27 de outubro de 1858 — Oyster Bay, 6 de janeiro de 1919) foi um estadista, político, militar, conservacionista, naturalista, historiador e escritor norte-americano. Foi o 26º Presidente dos Estados Unidos de 1901 a 1909, vice-presidente no mandato presidencial de William McKinley de março a setembro de 1901 e foi governador de Nova Iorque de 1899 a 1900. Foi um líder em destaque do Partido Republicano da sua época. Ademais, Roosevelt foi responsável por importantes reformas durante a chamada era progressista dos Estados Unidos.
Frágil quando criança, acometido de asma, Roosevelt superou seus problemas de saúde adotando "um estilo de vida extenuante". Foi educado em casa antes de ir para o Harvard College. Seu livro The Naval War of 1812 (publicado em 1882) estabeleceu sua reputação de historiador erudito e escritor popular. Ao entrar na política, tornou-se líder do grupo reformista do Partido Republicano no legislativo estadual de Nova York. Sofreu um profundo abalo emocional quando sua mãe e sua mulher faleceram, ambas no mesmo dia. Adquiriu propriedades rurais na região das Dakotas e dedicou-se, por um tempo, à criação de gado. Roosevelt foi secretário adjunto da Marinha na administração de William McKinley, e auxiliou, em 1898, no planeamento da bem-sucedida guerra naval contra a Espanha. Deixou o cargo para formar e liderar os Rough Riders, uma unidade militar que lutou contra o exército espanhol em Cuba, e cujas atividades tiveram ampla publicidade. Retornando aos Estados Unidos como herói de guerra, elegeu-se governador do estado de Nova York em 1898. A liderança local do Partido Republicano via com desconfiança a sua agenda de governo e convenceu o presidente McKinley a nomear Roosevelt como seu companheiro de chapa na eleição presidencial de 1900. Roosevelt envolveu-se ativamente na campanha eleitoral e com uma plataforma pautada nas ideias de continuidade e prosperidade, a chapa McKinley-Roosevelt venceu o pleito com uma votação acachapante.
Em setembro de 1901, o presidente William McKinley foi assassinado, e Roosevelt assume a presidência, aos 42 anos. Ainda hoje é a pessoa mais jovem a ter assumido o cargo de presidente dos Estados Unidos. Na sua administração, promoveu uma agenda progressista condensada no Square Deal — um pacote de políticas domésticas que envolviam justiça equitativa para o cidadão comum, quebra dos grandes monopólios, regulamentação de ferrovias e controle sanitário de alimentos e remédios. Dando prioridade à conservação, estabeleceu parques, florestas e monumentos nacionais com o propósito de preservar os recursos naturais da nação. Na política externa, Roosevelt focou na América Central, começando a construção do Canal do Panamá. Expandiu a Marinha dos Estados Unidos e, como expressão de sua política do Big Stick, enviou a Great White Fleet numa turnê mundial para projetar o poderio naval americano. O seu êxito em negociar o fim da Guerra Russo-Japonesa rendeu-lhe o Nobel da Paz de 1906. Roosevelt foi eleito para um mandato completo na eleição de 1904, com uma plataforma que propunha dar continuidade às suas políticas reformistas, defendendo os direitos do consumidor, a assistência para os mais pobres, a proteção do meio ambiente e a regulamentação da economia. Seu amigo e secretário de guerra William Howard Taft sucedeu-lh como presidente em 1908.
O desempenho de Taft à frente da administração federal, entretanto, frustrou as expectativas de Roosevelt, que tentou tardiamente e sem sucesso a nomeação pelo Partido Republicano para a disputa eleitoral de 1912. Malograda essa tentativa, decidiu abandonar o Partido Republicano e fundar o Partido Progressista,  pelo qual Roosevelt disputou a eleição presidencial de 1912. A cisão provocada entre o eleitorado republicano, no entanto, permitiu que o candidato democrata Woodrow Wilson, vencesse as eleições. Após a derrota, Roosevelt liderou uma expedição de dois anos à Bacia do Amazonas, onde quase morreu de uma doença tropical. No começo da Primeira Guerra Mundial, Roosevelt criticou o presidente Wilson por manter os Estados Unidos fora do conflito e teve rejeitada a sua proposta de recrutar e liderar um corpo de voluntários a ser enviado a França. Theodore Roosevelt cogitou concorrer à presidência mais uma vez em 1920, mas o seu estado de saúde já se vinha a agravar. Roosevelt faleceu em 1919, aos 60 anos de idade, e é frequentemente avaliado por historiadores e académicos como um dos cinco presidentes mais importantes da história dos Estados Unidos.

## Família e primeiros anos

### Infância
Os Roosevelt tinham se estabelecido em Nova Iorque desde meados do século XVII. No século XIX, a família prosperou com os lucros de vários negócios, sobretudo a importação de placas de vidro. O clã manteve ligações com o Partido Democrata até a década de 1850, quando então se aproximou dos republicanos. O pai de Theodore era um próspero empresário, filantropo e promotor das artes e da cultura na cidade de Nova Iorque; e, durante a Guerra Civil Americana, apoiou decididamente o presidente Abraham Lincoln e o esforço da União. Sua mãe, por sua vez, era proveniente de uma família do Sul, proprietária de escravos em Roswell, Georgia, e simpatizante da Confederação.
Theodore Roosevelt nasceu no dia 27 de outubro de 1858. Foi o segundo dos quatro filhos de Theodore Roosevelt, Sr. e Mittie Bulloch. Sua irmã mais velha chamava-se Anna e os dois irmãos mais novos, Elliot (pai da futura primeira-dama Eleanor Roosevelt) e Corinne.
Em sua infância, Roosevelt teve de conviver com uma condição de saúde muito precária. Frequentemente era acometido de graves acessos de asma, que lhe custaram terríveis experiências de sufocamento e provocavam grande apreensão nos pais. Não obstante, revelou-se uma criança impetuosa e inquisitiva. O interesse em zoologia, que seria um traço permanente de sua personalidade, surgiu aos sete anos de idade, quando viu uma foca morta num mercado local. Após obter a cabeça do animal, Roosevelt e dois de seus primos formaram o que eles mesmos chamavam de "Museu Roosevelt de História Natural". Tendo aprendido os rudimentos da taxidermia, Roosevelt coletou várias espécimes para o seu museu improvisado, os quais eram estudados e preparados para exposição. Aos nove anos, registrou suas observações sobre insetos num caderno de anotações ao qual deu o título de "A História Natural dos Insetos".
Roosevelt Sr. exerceu grande influência sobre o filho. A seu respeito, Roosevelt escreveria: "Meu pai, Theodore Roosevelt, foi o melhor homem que alguma vez conheci. Combinava força e coragem com gentileza, ternura, e grande altruísmo. Não tolerava em nós, seus filhos, qualquer traço de egoísmo ou crueldade, ociosidade, covardia ou falsidade".
As viagens ao exterior com a família, especialmente à Europa em 1869 e 1870 e ao Egito em 1872, contribuíram para a sua formação cosmopolita. Nesse meio-tempo descobriu os benefícios da atividade física para minimizar os acessos de asma, adotando em razão disso uma severa rotina de exercícios. Após se envolver numa briga com dois meninos mais velhos num acampamento, procurou um treinador de boxe para aprender as técnicas desse esporte e melhorar tanto o seu vigor como o seu desempenho em combates corpo a corpo.

### Estudos
O início da educação formal de Roosevelt ocorreu em casa, com lições ministradas por seus pais e tutores. As atividades domiciliares propiciaram conhecimentos aprofundados em geografia, história, biologia, francês e alemão, entretanto, deixaram lacunas em matemática e línguas clássicas. Quando ingressou no Harvard College em 27 de setembro de 1876, recebeu o seguinte conselho de seu pai: "Cuida primeiramente de tua moral, depois de tua saúde e finalmente dos teus estudos". A morte repentina de seu pai, em 9 de fevereiro de 1878, o abalou bastante, mas o jovem Roosevelt superou o luto redobrando suas atividades e ocupações.
Em Harvard, teve bom desempenho nos cursos de ciências, filosofia e retórica, mas continuava a ter dificuldades com o latim e o grego. Dedicava-se especialmente à biologia e já era um competente naturalista, com trabalhos publicados na área de ornitologia. Nas atividades esportivas, praticava remo e boxe, e, nesta última modalidade, chegou a ser vice-campeão num torneio interno. Participava da fraternidade Delta Kappa Epsilon e integrou o seleto grupo do Porcellian Club. Foi ainda editor da revista The Harvard Advocate, antes de se graduar em 1880. Apesar das múltiplas atividades, o período no Harvard College não imprimiu boas recordações em Roosevelt, que considerava deprimente o excesso de formalismo e rigidez que predominava no ambiente acadêmico.
Com a morte de seu pai, Roosevelt herdou um patrimônio considerável, suficiente para manter uma vida confortável indefinidamente. Por essa época, decidiu abandonar o plano de se dedicar às ciências naturais e optou por frequentar o Columbia Law School, retornando à casa paterna em Nova Iorque. Embora tivesse um bom desempenho no curso, Roosevelt considerava o direito uma disciplina um tanto irracional. Em vez de se ater às leis e às doutrinas jurídicas, dedicava a maior parte do seu tempo à elaboração de um livro sobre a guerra naval de 1812.
Decidido a entrar na política, Roosevelt começou a frequentar as reuniões da Associação Republicana do 21.º distrito. As pessoas de seu convívio — todas pertencentes à alta-roda da sociedade nova-iorquina — estranharam sua resolução em se envolver diretamente com a política, pois, na concepção da elite econômica e intelectual da época, essa atividade era dominada por homens grosseiros e ignorantes. Roosevelt, por sua vez, acreditava que essa era uma razão a mais para se engajar, ou seja, a sua convicção era a de que a elite intelectual, da qual ele mesmo fazia parte, tinha que se envolver com a política partidária a fim de melhorar os quadros da classe dirigente. Não demorou muito para que os chefes do Partido Republicano local notassem o jovem e talentoso aspirante a mandatário e resolvessem dar-lhe uma oportunidade na disputa por uma cadeira na Assembleia Legislativa de Nova Iorque. Em 8 de novembro de 1881, Theodore era eleito pelo 21.º distrito para o seu primeiro mandato como deputado estadual.

### Primeiro livro publicado:The Naval War of 1812
O livro dedicado às batalhas navais de 1812 era um projeto antigo. No período em que esteve em Harvard, Roosevelt chegara a completar dois dos seus capítulos. Uma das razões que o motivaram a aprofundar-se no assunto foi a parcialidade que percebeu tanto em autores americanos como em autores ingleses que antes haviam tratado do tema. Além da abordagem tendenciosa, conforme a nacionalidade do autor, os relatos disponíveis não se beneficiavam de um estudo sistemático e da descrição das táticas adotadas. Apesar de jamais ter passado por qualquer espécie de formação naval ou militar, o jovem Roosevelt mergulhou nas fontes disponíveis e publicou, em 1882, o livro The Naval War of 1812. Ao contrário dos trabalhos anteriores, a obra de Roosevelt dava especial relevância a fatos quantificáveis, revelando-se uma monografia de caráter científico. Apresentava gráficos e mapas que ajudavam a ilustrar os confrontos e as táticas envolvidas. O livro foi bem aceito pela crítica, que elogiou seu estilo e erudição. O recém-inaugurado Naval War College adotou-o como um de seus compêndios, e o Departamento da Marinha instruiu que cada frota tivesse um exemplar. The Naval War of 1812 foi um marco na carreira literária de Roosevelt e ajudou a sedimentar sua reputação de historiador apto e influente.

### Primeiro casamento

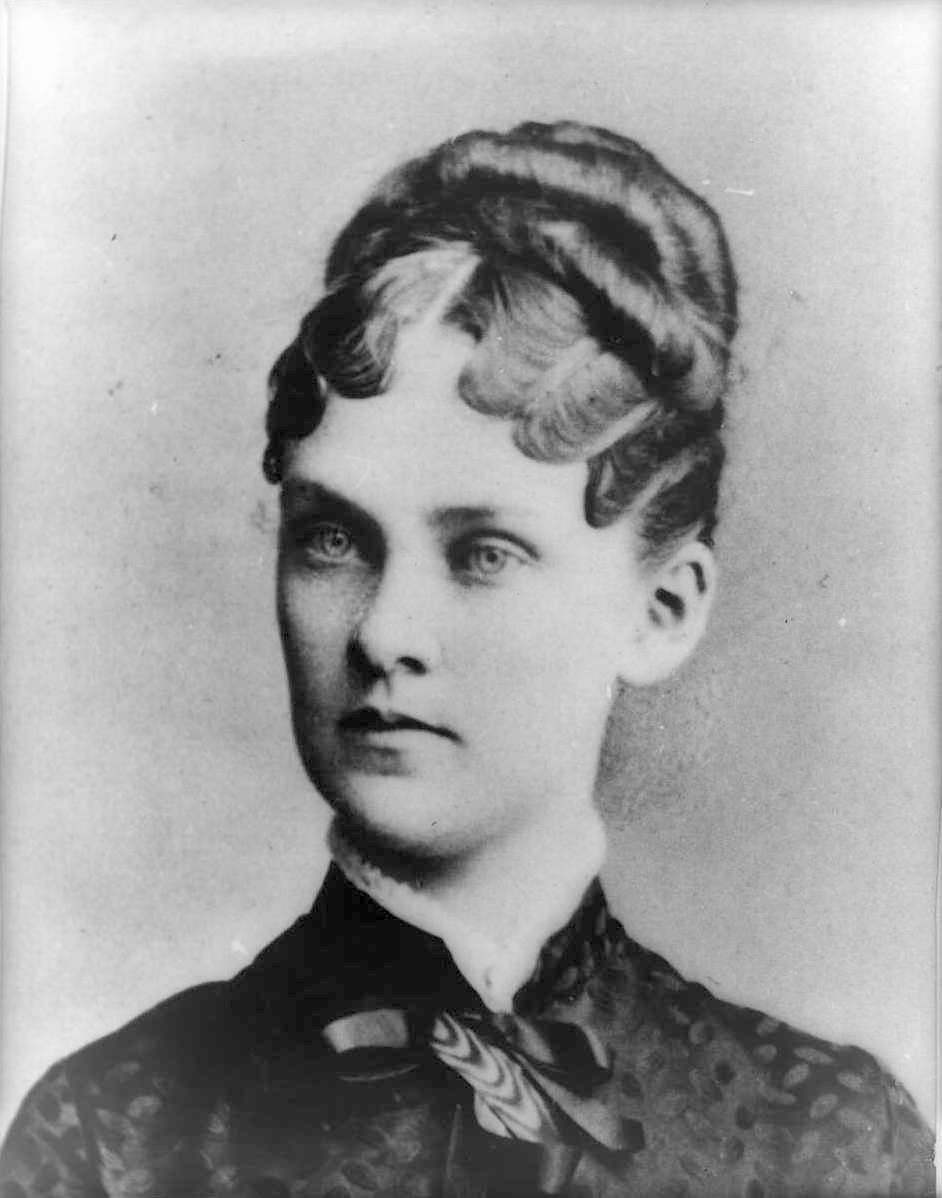
Alice Hathaway Lee Roosevelt

Em 1880, Roosevelt casou-se com Alice Hathaway Lee. A primeira e única filha do casal, também chamada Alice, nasceu em 12 de fevereiro de 1884. Dois dias depois, a esposa de Roosevelt morreu de uma falência dos rins que havia sido mascarada pela gravidez. Em seu diário, Roosevelt traçou um grande "X" sobre a página e, em seguida, escreveu "A luz se apagou de minha vida". A morte da esposa havia ocorrido apenas onze horas depois do falecimento de sua mãe, que às três horas da madrugada do mesmo dia havia falecido por causa de febre tifoide. Abalado, Roosevelt deixou a recém-nascida aos cuidados de sua irmã mais velha, Anne, e só viria a retomar a criação da filha três anos mais tarde. Roosevelt nunca mais falaria de sua primeira esposa, quer em público, quer em privado; em sua autobiografia, não haveria uma menção sequer a Alice Hathaway.

## Início da carreira política
Roosevelt foi um ativista Republicano enquanto na Assembleia. Já com alguma importância nas políticas de estado, esteve na Convenção Nacional Republicana em 1884 e lutou ao lado dos reformadores Mugwump; perderam frente à fação política Stalwart que apoiava James G. Blaine. Recusando juntar-se aos Mugwumps no apoio ao Democrata Grover Cleveland, debateu com o seu amigo Henry Cabot Lodge os prós e contras de manter a sua lealdade. Quando um jornalista lhe perguntou se apoiaria Blaine, ele respondeu "Essa pergunta eu recuso responder. É um assunto sobre o qual não me interessa falar". Após deixar a Convenção, queixou-se "off the record" sobre a nomeação de Blaine. Outro jornalista mencionou-o como dizendo que apoiaria "de coração qualquer Democrata decente." Mais tarde Roosevelt esforçar-se-ia para se distanciar de seu comentário anterior, indicando que quando o fez, não o fizera para "publicação". Deixando a Convenção, e desiludido com os partidos políticos, Roosevelt indicou que não aspirava a mais do que retirar-se para o seu rancho nos Badlands do território do Dakota do Sul, um rancho que comprara no ano anterior quando participara numa expedição de caça ao búfalo. Roosevelt, ao fim de seu terceiro mandato como deputado em Nova York, partiu para passar um período incerto no Oeste.

## Ajudante de xerife
Roosevelt construiu um segundo rancho, que batizou como Elk Horn, a 56 km a norte de Boomtown, Medora, no Dakota do Norte. Ao largo do rio Little Missouri, Roosevelt aprendeu a montar ao estilo faroeste, com cordas e caça. Reconstruiu a sua vida e começou a escrever para revistas sobre a vida na fronteira. Como ajudante de xerife, Roosevelt perseguiu e capturou três criminosos, que entretanto roubaram o seu barco e tentaram escapar para norte no rio Little Missouri. Capturando-os, decidiu-se contra o seu enforcamento (aparentemente tentando estabelecer rotinas de lei em vez de seguir pela justiça de vigilante), e enviando o seu capataz de volta por barco, levou os ladrões para julgamento em Dickinson, Dakota do Norte, vigiando-os 40 horas sem dormir, lendo Tolstoy para se manter acordado. Quando ficou sem livros seus para ler, passou a ler um romance que um dos ladrões trazia consigo. Quando trabalhava num projeto de perseguição e captura de um grupo de ladrões de cavalos, Roosevelt conheceu o famoso xerife Seth Bullock, em Deadwood, no Dakota do Sul. Ambos permaneceriam amigos para o resto de suas vidas.

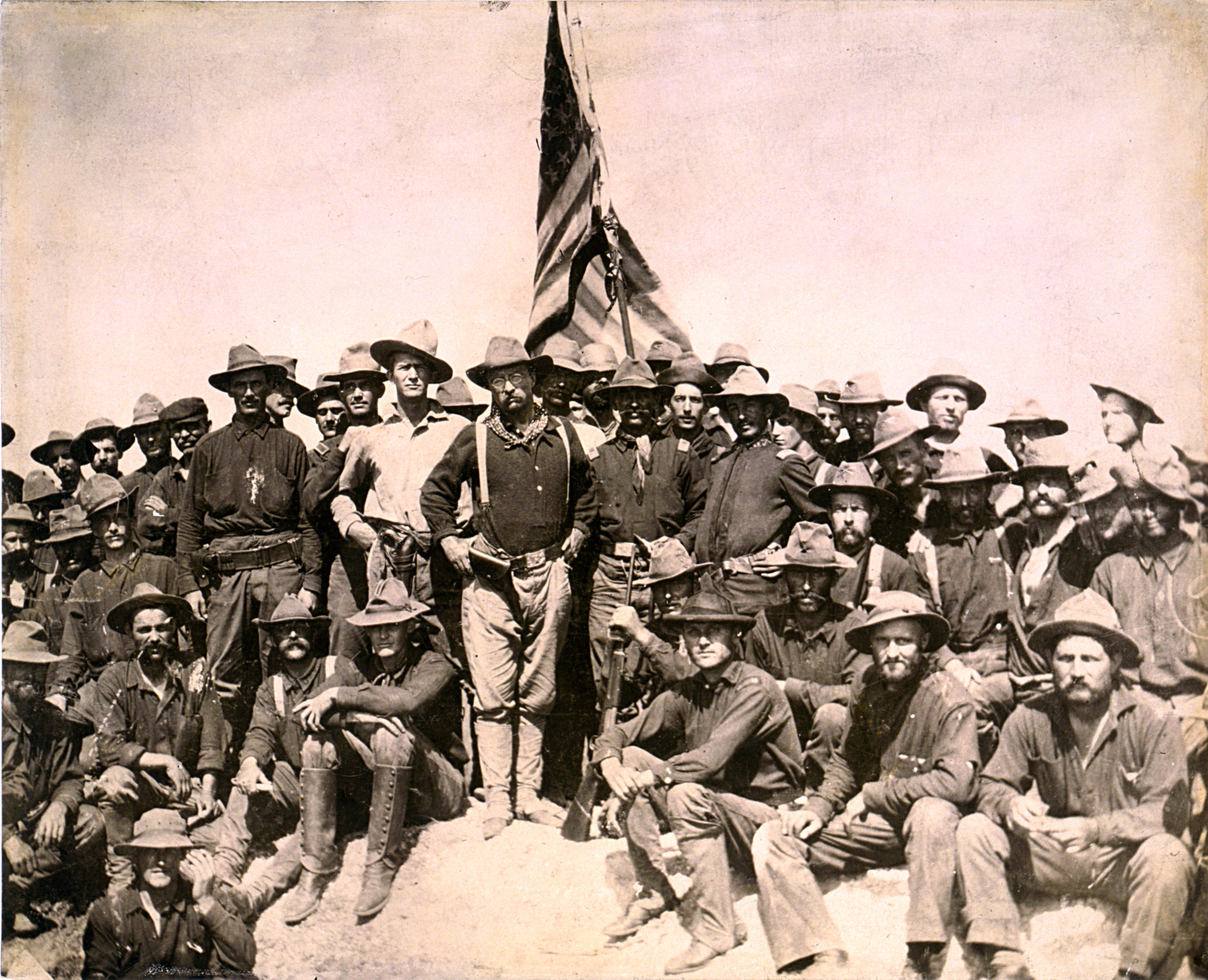
Roosevelt (centro-esquerdo) e os seus Rough Riders no topo da colina que capturaram, na Batalha de San Juan

## Regresso a Nova Iorque
Após o tempestuoso inverno de 1886–1887 que dizimou a sua manada de gado (assim como os da concorrência) e o seu investimento de 60 000 dólares, regressou ao Este, a Sagamore Hill em Oyster Bay, Nova Iorque, local que seria a sua casa até à sua morte. Em 1886, Roosevelt concorreu como candidato Republicano para o cargo de prefeito da cidade de Nova Iorque como "O Cowboy do Dakotas"; ficou em terceiro lugar.

### Segundo casamento
Após as eleições, foi para Londres e casou com uma paixão sua de infância, Edith Kermit Carow. Passaram a lua-de-mel na Europa, onde Roosevelt conduziu um grupo ao Mont Blanc, um feito que resultou na sua indução na British Royal Society.
Roosevelt e Edith tiveram cinco filhos: Theodore Roosevelt Jr., Ethel Carow, Archibald Bulloch "Archie", Kermit e Quentin.

### Regresso à vida pública
Nas eleições presidenciais dos Estados Unidos de 1888, Roosevelt apoiou a campanha em prol de Benjamin Harrison. O Presidente Harrison nomeou-o para a Comissão do Serviço Civil dos Estados Unidos, que serviu até 1895. Nos seus termos, Roosevelt lutou vigorosamente contra os spoilsmen. Apesar do suporte de Roosevelt a Harrison para a sua reeleição nas presidenciais de 1892, o vencedor Grover Cleveland (um Democrata) manteve Roosevelt no mesmo cargo.

### Comissário da polícia
Roosevelt tornou-se presidente do conselho do comissariado da polícia da cidade de Nova Iorque em 1895. Durante os dois anos nesse cargo, Roosevelt reformou radicalmente o departamento da polícia. A força policial tinha a reputação de ser uma das mais corruptas do país. Os registros históricos da polícia relatam que Roosevelt era "um líder com vontade de ferro de uma honestidade irrepreensível, (que) trouxe uma reforma de zelo em 1895 à Comissão Policial da cidade de Nova Iorque". Roosevelt implementou inspeções regulares às armas de fogo e exames físicos anuais, nomeando 1600 novos recrutas com base nas suas qualificações físicas e mentais e não pela sua afiliação política. Estabeleceu medalhas de mérito de serviço, e combateu a corrupção na polícia. Em 1894, Roosevelt conheceu Jacob Riis, um jornalista do Evening Sun que tentava abrir os olhos dos ricos de Nova Iorque às terríveis condições dos milhões de imigrantes pobres da cidade através de livros tais como How the Other Half Lives (Como a outra metade vive). Na autobiografia de Riis, ele descreve o efeito de seu livro no novo comissário da polícia, recordando que:
«Quando Roosevelt leu o [meu] livro, ele veio. Não éramos estranhos. Não tinha passado muito tempo após eu ter escrito "How the Other Half Lives" que ele um dia veio ao escritório do Evening Sun à minha procura. Eu não estava lá, e deixou o seu cartão, escrevendo na parte de trás que lera o meu livro e "veio ajudar". Isso foi tudo e isso conta toda a história do homem. Gostei dele desde o primeiro dia que o vi; em todos os anos que passaram nunca falhou na promessa feita então. Nunca ninguém ajudou como ele o fez. Durante dois anos fomos irmãos em Mulberry Street.»
Quando foi Governador do Estado de Nova Iorque, antes de se tornar Vice-presidente em março de 1901, Roosevelt assinou um ato que substituía os Comissários da Polícia por um único Comissário.

## Tornando-se uma figura nacional

### Secretário Adjunto da Marinha
Roosevelt sempre fora fascinado pela história naval. Incentivado pelo amigo de Roosevelt, o congressista Henry Cabot Lodge, o então Presidente William McKinley nomeou (em 1897) um encantado Roosevelt para o cargo de Secretário Adjunto da Marinha dos Estados Unidos. (Devido à inatividade na época do Secretário da Marinha John D. Long, Roosevelt tinha o controlo do departamento.) Roosevelt preparou a Marinha para a Guerra hispano-americana e era um entusiástico proponente em testar o exército dos Estados Unidos em batalha, dizendo que "Eu dou as boas-vindas a quase qualquer guerra, pois eu acho que este país necessita de uma".

### OsRough Riders

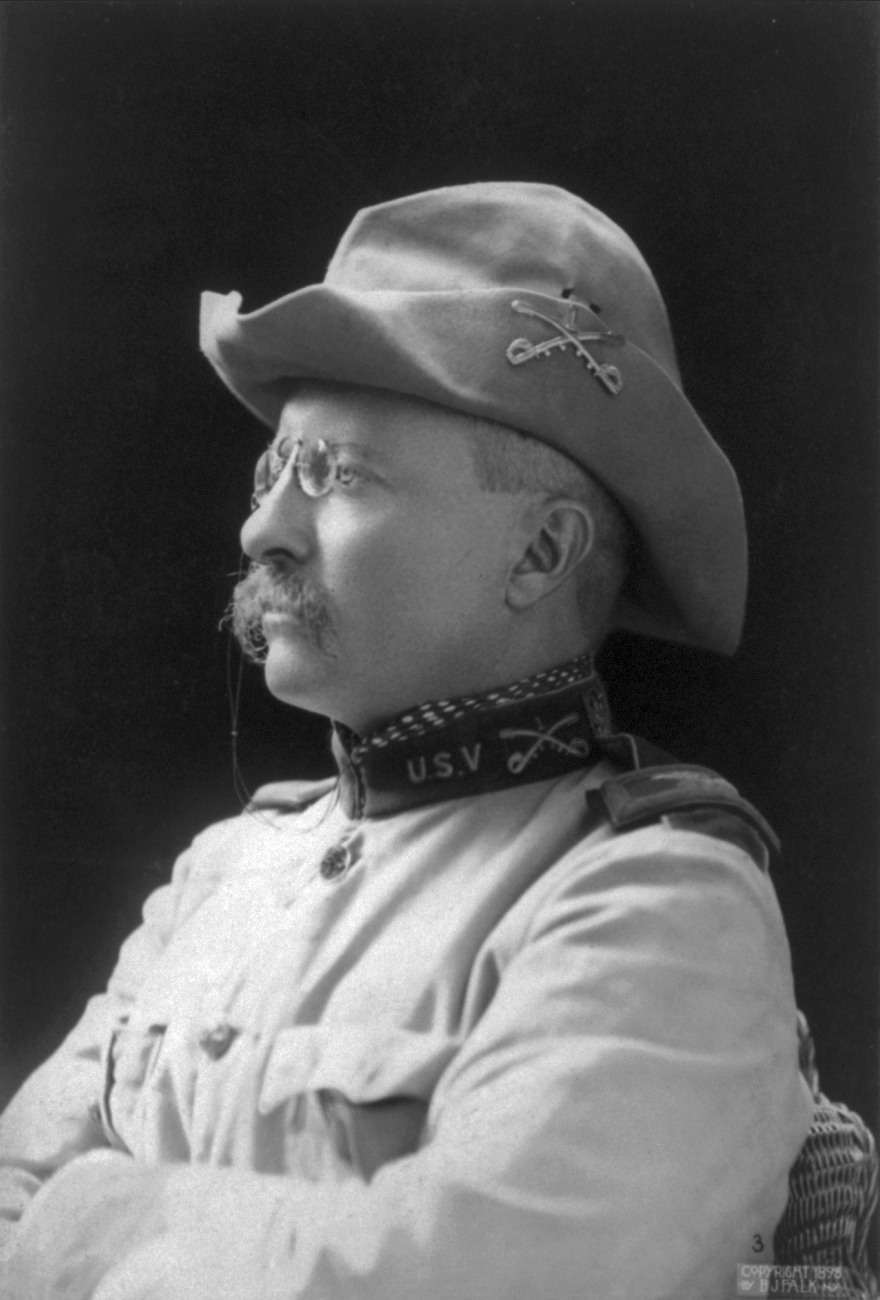
Coronel Theodore Roosevelt

Com a declaração de guerra de 1898 que lançou a Guerra Hispano-Americana, Roosevelt abandonou o cargo da marinha norte-americana que ocupava. Com a ajuda do Coronel do Exército Leonard Wood, recrutou voluntários entre cowboys dos territórios do Oeste e de amigos de Nova Iorque, organizando e liderando o primeiro corpo voluntário de cavalaria, conhecido pelos jornais como Rough Riders, atuando em algumas batalhas em Cuba como a Batalha de San Juan Hill.
Inicialmente, Roosevelt tinha a patente de Tenente-Coronel e servia sob as ordens do Coronel Wood. Segundo Roosevelt, os Rough Riders, "após o General Young ter sido atingido com a febre, e Wood ter tomado conta da brigada. Isso deixou-me no comando do regimento, o que me satisfez, pois tal experiência é um rápido professor". Wood foi promovido a Brigadeiro General das Forças Voluntárias, e Roosevelt foi promovido a Coronel e foi-lhe dado o comando do Regimento.
Sob a sua liderança, os Rough Riders tornaram-se famosos pelas duas cargas em Kettle Hill e na Batalha de San Juan Hill a 1 de julho de 1898. De todos os Rough Riders, Roosevelt era o único com um cavalo (os cavalos tinham sido deixados para trás porque os barcos de transporte tinham pouco aprovisionamento), e usava-o para cavalgar de um lado para o outro na vanguarda dos avanços feitos em Kettle Hill; avanços esses que ele instou na ausência de ordens dos superiores. Contudo, foi forçado a seguir a pé na última parte de Kettle Hill devido ao arame farpado e cansaço de Little Texas, o seu cavalo.
Pelas suas ações, Roosevelt foi nomeado para a Medalha de Honra, mas tal foi subsequentemente desaprovado. Como escreveu o historiador John Gable:
«Anos mais tarde, Roosevelt descreveria a Batalha de San Juan Hill a 1 de Julho de 1898 como 'o grande dia da minha vida' e 'a hora da minha coroação.'...(mas) a Malária e outras doenças mataram mais tropas do que em batalha. Em Agosto, Roosevelt e outros oficiais pediram o regresso dos soldados a casa. A famosa 'carta round robin', e uma mais forte carta de Roosevelt - agora atuando como comandante de brigada - passaram para a imprensa através do comando general, enraivecendo o Secretário da Guerra, Russel Alger e o Presidente McKinley. Roosevelt acreditava que fora esse incidente que lhe custara a Medalha de Honra.»
Em setembro de 1997 o congressista Rick Lazio, representando o 2º distrito de Nova Iorque, enviou duas recomendações aos Prémios Militares do Exército dos Estados Unidos. Essas recomendações foram endereçadas ao Brigadeiro General Earl Simms, Ajudante General do Exército, e Mestre Sargento Gary Soots, Chefe de Autorizações. Em 2001 Roosevelt seria postumamente condecorado pelas suas ações com a Medalha de Honra. A medalha está atualmente exposta na Sala Roosevelt da Casa Branca. Foi o primeiro e, até agora, o único Presidente dos Estados Unidos a ser condecorado com a maior honra militar do país, e a única pessoa na história a receber a maior honra por valor militar e o maior prémio pela paz. O seu filho mais velho, Theodore Roosevelt Jr., receberia também a Medalha de Honra a título póstumo pelas suas ações no Desembarque da Normandia a 6 de junho de 1944.

### De governador a vice-presidente
Deixando o Exército, Roosevelt foi eleito governador do Estado de Nova Iorque nas eleições de 1898 (candidato Republicano). Fez um esforço tão grande para desenraizar a corrupção e a "máquina política" que o líder Republicano Thomas Collier Platt forçou-o a ser parceiro de McKinley nas eleições presidenciais de 1900, indo contra os desejos do manager de McKinley, o senador Mark Hanna. Assim, participou como candidato a vice-presidente na chapa de William McKinley, que foi eleito Presidente dos Estados Unidos, derrotando William Jennings Bryan.

## Presidente dos Estados Unidos (1901–1909)

### Morte de Mckinley e início do primeiro mandato

#### A administração Roosevelt

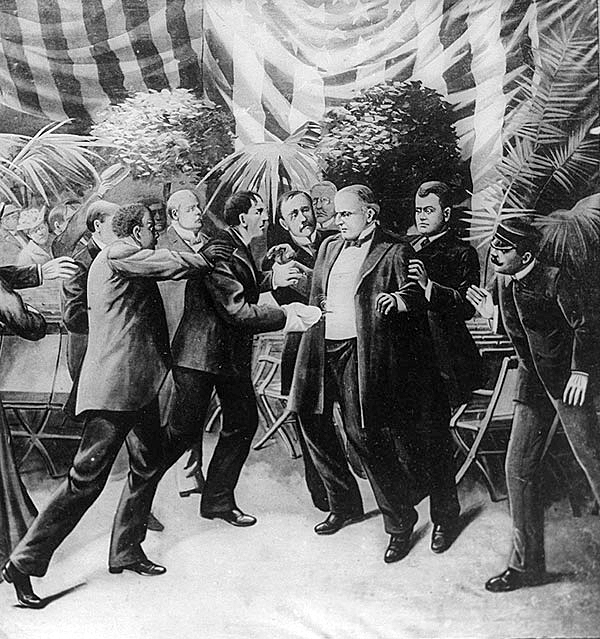
Leon Czolgosz atira no Presidente McKinley com um revólver escondido.

A 6 de setembro de 1901, o Presidente McKinley foi baleado enquanto estava na Exposição Pan-americana em Buffalo, Nova Iorque. Relatórios iniciais sobre os dias seguintes sugeriam que o seu estado de saúde melhorava, pelo que Roosevelt embarcara numas férias em Mount Marcy. A 13 de setembro recebeu um telegrama informando-o que o estado de McKinley piorara, e que estaria perto de morrer. Roosevelt e a sua família partiram imediatamente para Buffalo. Mas quando chegaram à estação de comboios mais próxima (North Creek), às 5h22 de 14 de setembro, receberam outro telegrama informando-os de que McKinley morrera algumas horas antes. Roosevelt chegaria a Buffalo nessa tarde, e seria ali que, às 15h30, prestaria juramento como Presidente dos Estados Unidos.
Roosevelt prometeu continuar com as políticas de McKinley. Introduziu medidas de controle antimonopolista que lhe deram a alcunha de "trust-buster".
Como presidente, Roosevelt defendia o ideal de que o governo deveria ser o árbitro entre o capital e o trabalho, garantindo a justiça para ambos e não concedendo favores a nenhum. Ele despontou como um "trust buster" (destruidor de truste). Na política externa, Roosevelt envolveu os Estados Unidos mais ativamente na política mundial. Ele gostava de citar um provérbio favorito: "Fale suavemente e carregue um grande porrete...".

### Greve mineira de 1902
Em maio de 1902, a United Mine Workers (UMW), fundada e liderada por John Mitchell, apelou à greve por melhoria de salários, menos horas de trabalho, e melhores habitações. Cerca de 140 000 mineiros aderiram à greve. As companhias mineiras recusaram as condições exigidas pela UMW e pediram o apoio do Governo Federal. Antes de Roosevelt, o governo utilizava o Exército para forçar o fim das greves, mas Roosevelt tentou não seguir essa estratégia. Receoso pelos efeitos negativos na economia da época, Roosevelt decidiu reunir na Casa Branca os representantes dos mineiros e os líderes das companhias mineiras. John Mitchell, após regressar da Casa Branca, encontrou-se com os mineiros. Estes decidiram não se submeter à pressão política, e continuaram com a greve. Roosevelt decidiu-se então pela utilização do Exército, mas em vez de forçar ao fim da greve e restaurar o poder às companhias mineiras, utilizou os militares para obter um papel "executivo" nas minas em nome do "interesse público". As companhias mineiras, aborrecidas com o fato de não obterem lucros diretos, aceitaram as condições da UMW.

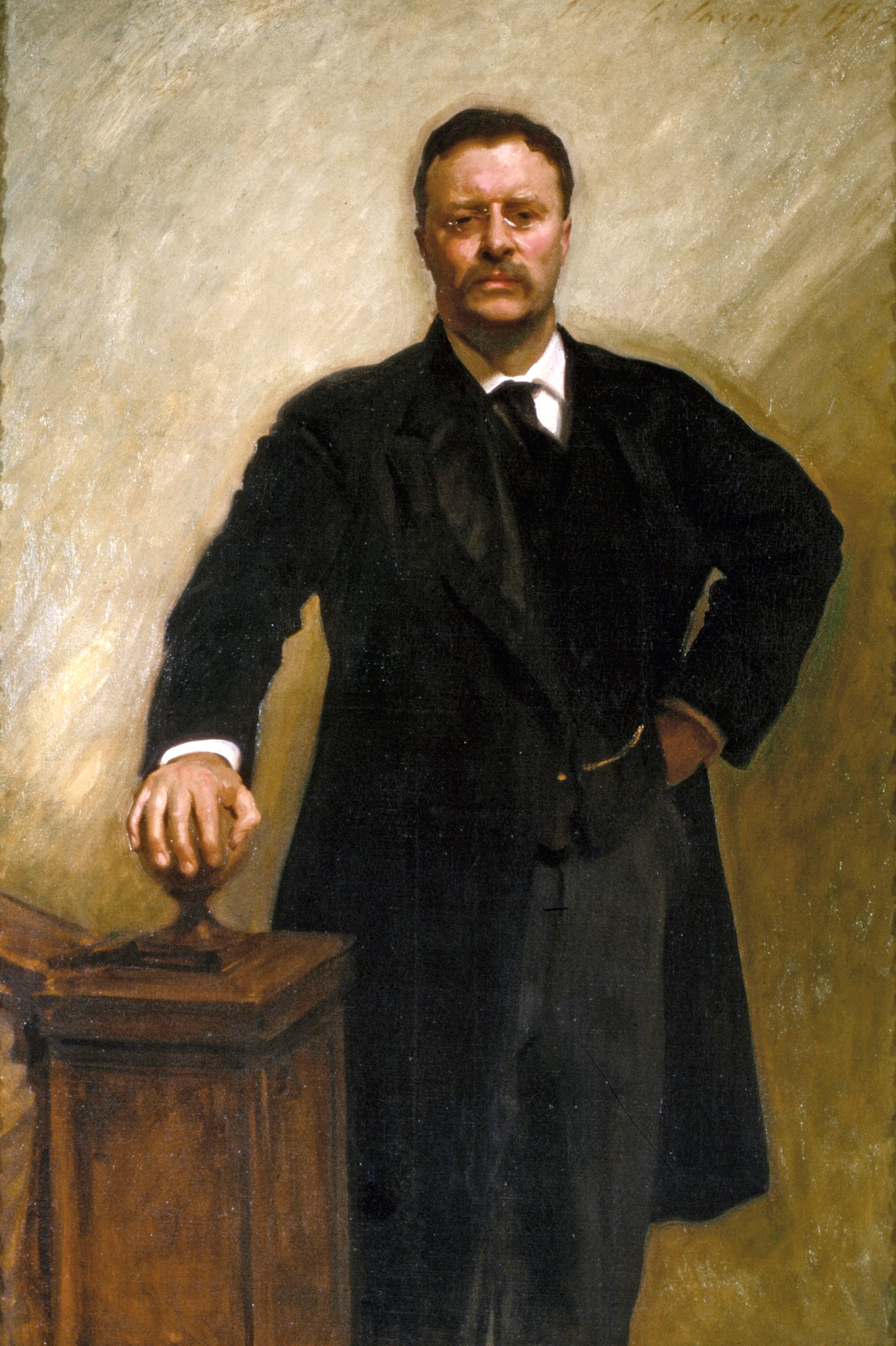
Retrato oficial na Casa Branca por John Singer Sargent.

### Eleições de 1904

#### A reeleição e o Segundo mandato
Nas eleições presidenciais de 1904, Roosevelt venceu, tendo Charles W. Fairbanks como vice-presidente. Desta vez atuou de forma expressiva na criação de reservas minerais e naturais para promover o desenvolvimento a todo custo do país. Investiu e fortaleceu a Marinha e o Exército.
Em 1905 emitiu um corolário à doutrina Monroe, permitindo aos Estados Unidos "exercer poder político internacional", permitindo intervir em outros países.
Roosevelt ajudou no bem-estar das pessoas passando leis tais como a Meat Inspection Act de 1906 e a Pure Food And Drug Act, banindo etiquetas enganadoras, preservativos que continham químicos prejudiciais, comidas e drogas impuras e erradamente etiquetadas, impedindo-as de serem produzidas e vendidas. O Gentlemen's Agreement surgiu em 1907, removendo restrições sobre a imigração japonesa.

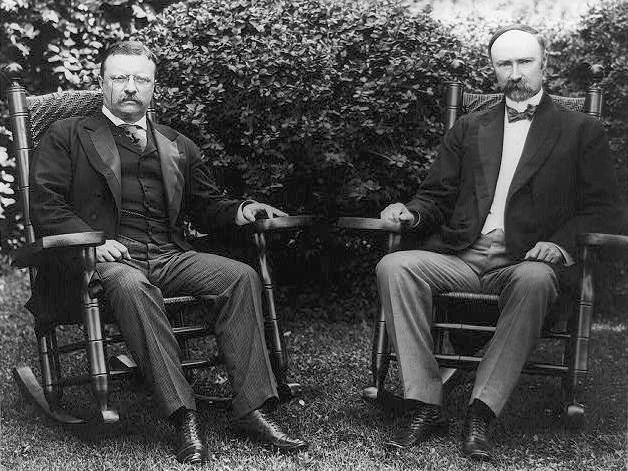
Roosevelt e o vice-presidente Fairbanks.

Roosevelt, através da imprensa, fez da Casa Branca o centro das notícias, providenciando entrevistas e oportunidades fotográficas. Um dia, vendo os jornalistas à chuva do lado exterior da Casa Branca, Roosevelt forneceu-lhes uma sala, inventando efetivamente a conferência de imprensa. A imprensa, agradecida com inaudito acesso à Casa Branca, recompensou Roosevelt com uma ampla cobertura jornalística.
Escolheu não concorrer nas presidenciais de 1908, apoiando William Taft para Presidente, em vez de Fairbanks. Este último saiu da corrida (nas eleições de 1912, Fairbanks apoiaria Taft para ser reeleito, contra Roosevelt).

### Guerra Russo-Japonesa e Nobel da Paz
Em junho de 1905, o presidente Roosevelt ofereceu seus ofícios como mediador entre a Rússia e o Japão, pedindo aos beligerantes que nomeassem plenipotenciários para negociar sobre as condições de paz. Em agosto eles se encontraram em Portsmouth, New Hampshire, e depois de algumas semanas de difíceis negociações, concluiu um tratado de paz em setembro de 1905.
Roosevelt se tornou a primeira pessoa de seu país a receber um prêmio Nobel, sendo o Nobel da Paz em 1906, por promover o tratado de paz na Guerra russo-japonesa.

### Direitos civis, minorias e imigração
Roosevelt seria o primeiro presidente a indicar um representante da minoria judia para uma posição política: Secretário do Comércio e Trabalho, Óscar S. Straus, 1906–1909.
Em 1886, dissera: "Não vou tão longe como pensar que os únicos bons índios são índios mortos, mas acredito que nove em cada dez o são, e não gostaria de inquirir demasiado sobre o décimo." Tornar-se-ia mais tarde muito mais favorável.
Citação sobre os afro-americanos:
«Não fui capaz de encontrar qualquer solução sobre o terrível problema oferecido pela presença do Negro neste continente, mas de uma coisa tenho a certeza, é que estando aqui não pode ser morto ou enviado embora, sendo a única coisa sábia e honrada e Cristã a fazer é tratar cada homem branco ou preto estritamente pelo seu mérito como homem, dando-lhe nem mais nem menos do que mostrar merecer.»'

#### Juízes federais
No total, Roosevelt nomeou 75 juízes federais, um recorde naquele tempo, ultrapassando os 46 nomeados por Ulysses S. Grant. Roosevelt nomeou três juízes para o Supremo Tribunal dos Estados Unidos: Oliver Wendell Holmes, Jr. (1902), William Rufus Day (1903) e William Henry Moody (1906). Adicionalmente, nomeou 19 juízes para a United States Courts of Appeals, e 53 juízes para a United States district courts.

### O "Big Stick"

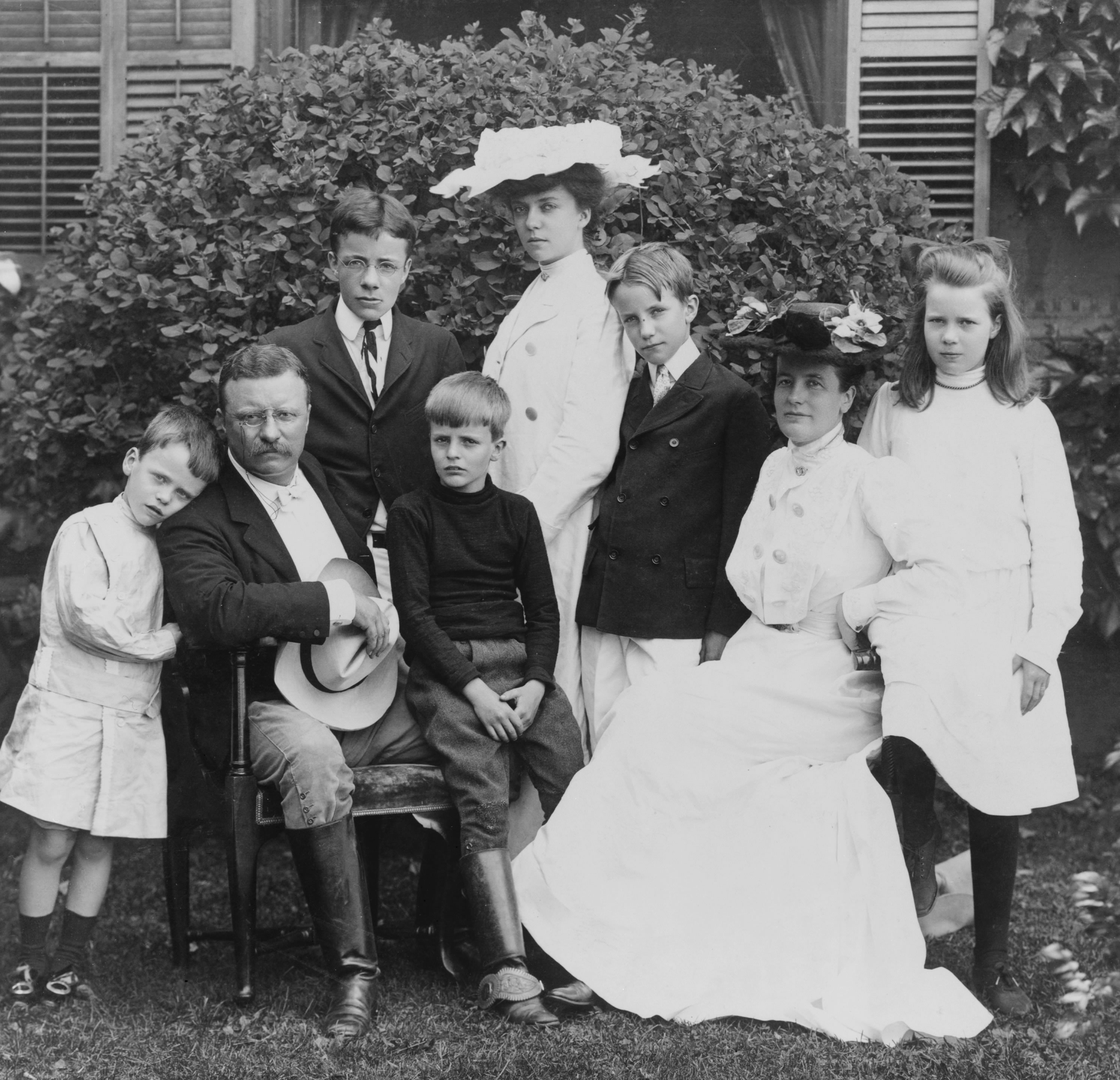
A família de Roosevelt em 1903, com Quentin Roosevelt na esquerda, TR, Theodore Jr., Archie Roosevelt, Alice Roosevelt, Kermit Roosevelt, Edith Kermit Roosevelt, e Ethel Roosevelt Derby.

Sua política externa ficou conhecida como "Big Stick" (grande porrete) devido à frase Speak softly and carry a big stick (Fale com suavidade e tenha na mão um grande porrete), inspirada num provérbio africano, que norteava sua posição.
Mediante esta doutrina, Roosevelt fortaleceu o país com uma indústria e um comércio agressivos cuja política visava a protegê-lo a todo custo. Acreditava que apenas os países fortes sob todos os aspectos sobrevivem.
Prevendo a tentativa de intervenção europeia na Venezuela e na República Dominicana, elaborou um plano chamado de Corolário Roosevelt à Doutrina Monroe. Esta estratégia visava a proibir intervenções não-norte-americanas na América Latina, afirmando que os Estados Unidos proibiam a intervenção de quaisquer países nas Américas que não fossem eles próprios e assumiam a responsabilidade pelo cumprimento das obrigações internacionais desses países transformando-os em protetorados.

### Canal do Panamá
Os Estados Unidos planejavam construir um canal ligando o Oceano Atlântico ao Oceano Pacífico, pois o transporte por terra mesmo através de estradas de ferro encarecia o preço e diminuía a competitividade dos produtos norte-americanos. O motivo, puramente comercial, era facilitar o transporte de seus produtos da costa leste para a costa oeste e vice-versa, além de encurtar o caminho para o oriente dos produtos da costa leste, e para a Europa os produtos da costa oeste.
Após levantamentos, as empresas construtoras norte-americanas e inglesas chegaram à conclusão de que a melhor rota para a obra seria na região do Panamá na Colômbia. Por uma questão de soberania nacional, a Colômbia não aceitava a construção de um canal por empresas americanas ou inglesas em seu território.
O governo dos Estados Unidos então iniciou uma campanha visando a uma guerra separatista na Colômbia. Criou, através de financiamentos, grupos separatistas. Promovendo a separação do país em dois, ou seja, por razões puramente econômicas conseguiu separar a região do Panamá em relação ao território da Colômbia. Assegurando desta forma o controle norte-americano sobre a região para a construção do futuro canal do Panamá.

### República Dominicana e Cuba
Em 1905 praticou a intervenção militar na República Dominicana. Em 1906 invadiu Cuba.
Roosevelt tentou invadir e criar desestabilizações em países mais desenvolvidos que os da América Central, financiando e incentivando a ida de empresas estadunidenses de cunho totalmente extrativista a outras regiões, inclusive para a América do Sul, no Brasil e na Argentina. Mas foi suficientemente cauteloso no trato com potências mais desenvolvidas, mediando as negociações de paz relativas à guerra russo-japonesa de 1904–1905 cujo objetivo era equilibrar os poderes no leste da Ásia favorecendo assim seu comércio.

## Pós-Presidência

### Abandono da política
Quando acabou o seu mandato, Roosevelt apoiou William Howard Taft para a presidência dos Estados Unidos. A questão era que Taft era extremamente conservador e Theodore Roosevelt acabou se opondo à sua política. Desta forma houve uma cisão no Partido Republicano e o enfrentamento pessoal com Taft. Candidato pelo Partido Progressista, Roosevelt perdeu as eleições de 1912 para o democrata Woodrow Wilson.

### Safári na África

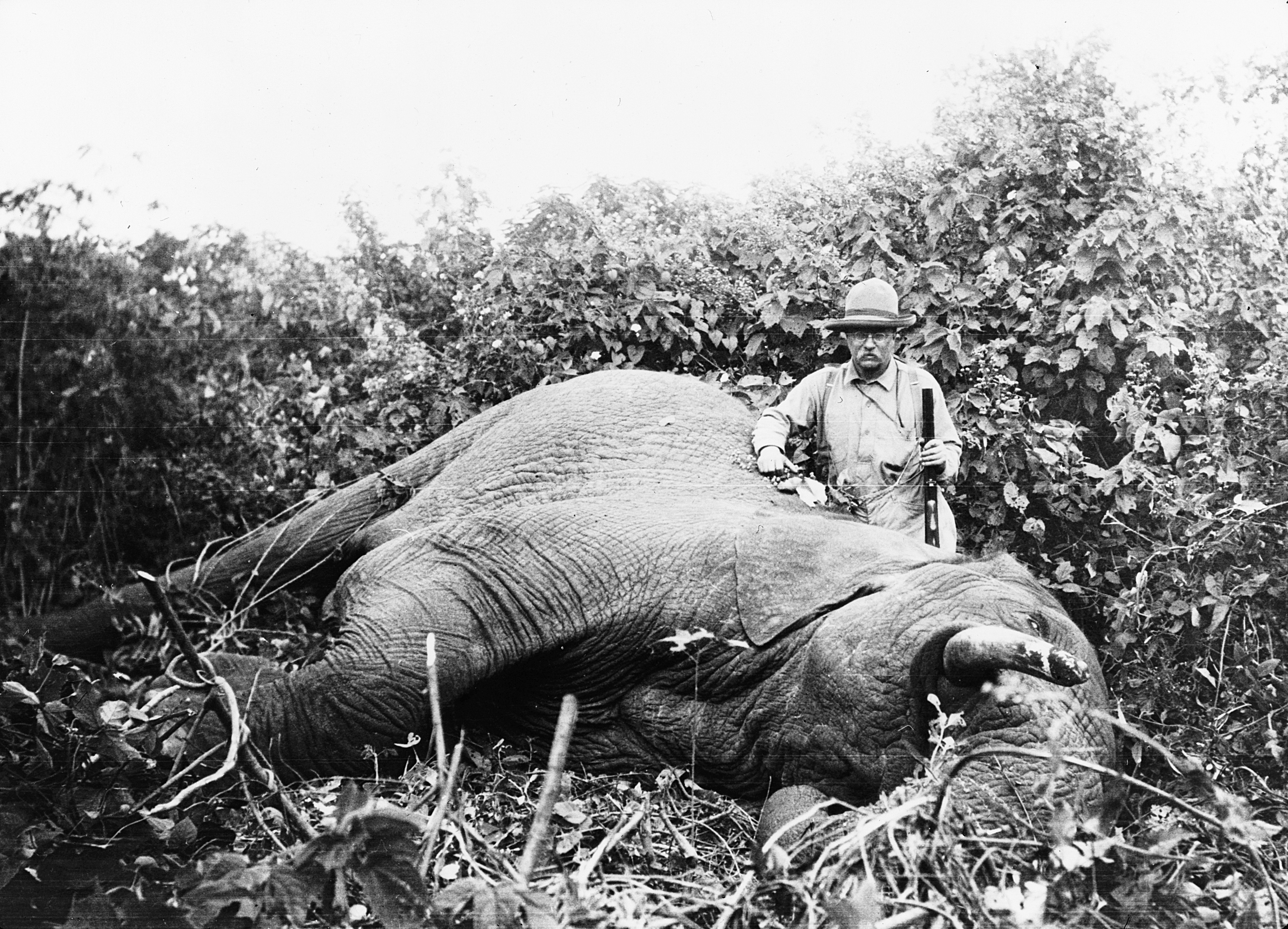
Roosevelt ao lado de um elefante morto durante um safári

Em março de 1909, pouco depois do fim do seu mandato como presidente, Roosevelt deixou Nova Iorque para se aventurar num safári na África. O grupo de Roosevelt aterrou em Mombasa, Quénia, viajaram pelo Congo Belga (hoje República Democrática do Congo) antes de seguirem pelo Nilo até Cartum no Sudão. Financiado por Andrew Carnegie e pela sua proposta de escrita, o grupo de Roosevelt caçou várias espécies para a Smithsonian Institution e para o Museu Americano de História Natural de Nova Iorque. O grupo incluía cientistas da Smithsonian e era liderado pelo lendário caçador R.J. Cunninghame, sendo de vez em quando acompanhado por Frederick Selous, famoso explorador. Entre outros itens, Roosevelt trouxe consigo cinco toneladas de sal para preservar couro, um pé de coelho (para dar sorte) oferecido por John L. Sullivan e uma espingarda para elefantes oferecido por um grupo de 56 Bretões.
Ao todo, Roosevelt e companheiros mataram e caçaram mais de 11397 animais, desde insetos e toupeiras a hipopótamos e elefantes. Nesses incluía-se seis raros rinocerontes brancos. O grupo consumiu 262 dos animais. Toneladas de animais e suas peles em sal foram enviados para Washington.
Roosevelt escreveu em detalhes a aventura no livro African Game Trails, onde descreve a excitação da perseguição, as pessoas que encontrou, e a flora e fauna recolhidas.

### A expedição ao Brasil

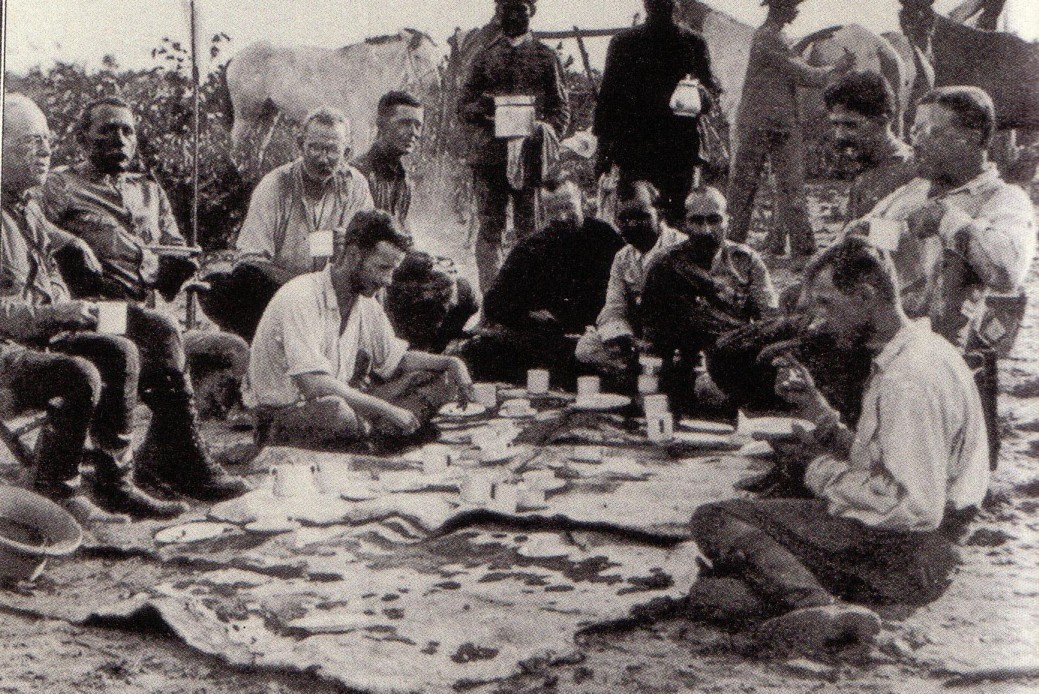
Da esquerda para a direita (sentados): Father Zahm, Rondon, Kermit, George Kruck Cherrie, Miller, quatro brasileiros, Roosevelt, Fiala. Fotografia tirada em 1914.

Em 1913, Roosevelt mandou emissários para as regiões do Amazonas, Rondônia e Mato Grosso para contatar o Marechal Cândido Rondon. Desde a juventude, o presidente nutria uma certa curiosidade sobre a região. Acabou sendo convidado pelo Marechal para uma expedição, com o intuito de determinar a rota de um curso d'água chamado rio da Dúvida, cuja nascente fica em Rondônia. Aquele curso d'água acabou sendo batizado de Rio Roosevelt, e a expedição foi descrita em detalhes no livro Through the Brazilian Wilderness (1914; Pelas selvas brasileiras), com várias edições brasileiras sob o nome Nas selvas do Brasil.

### Anos seguintes e morte

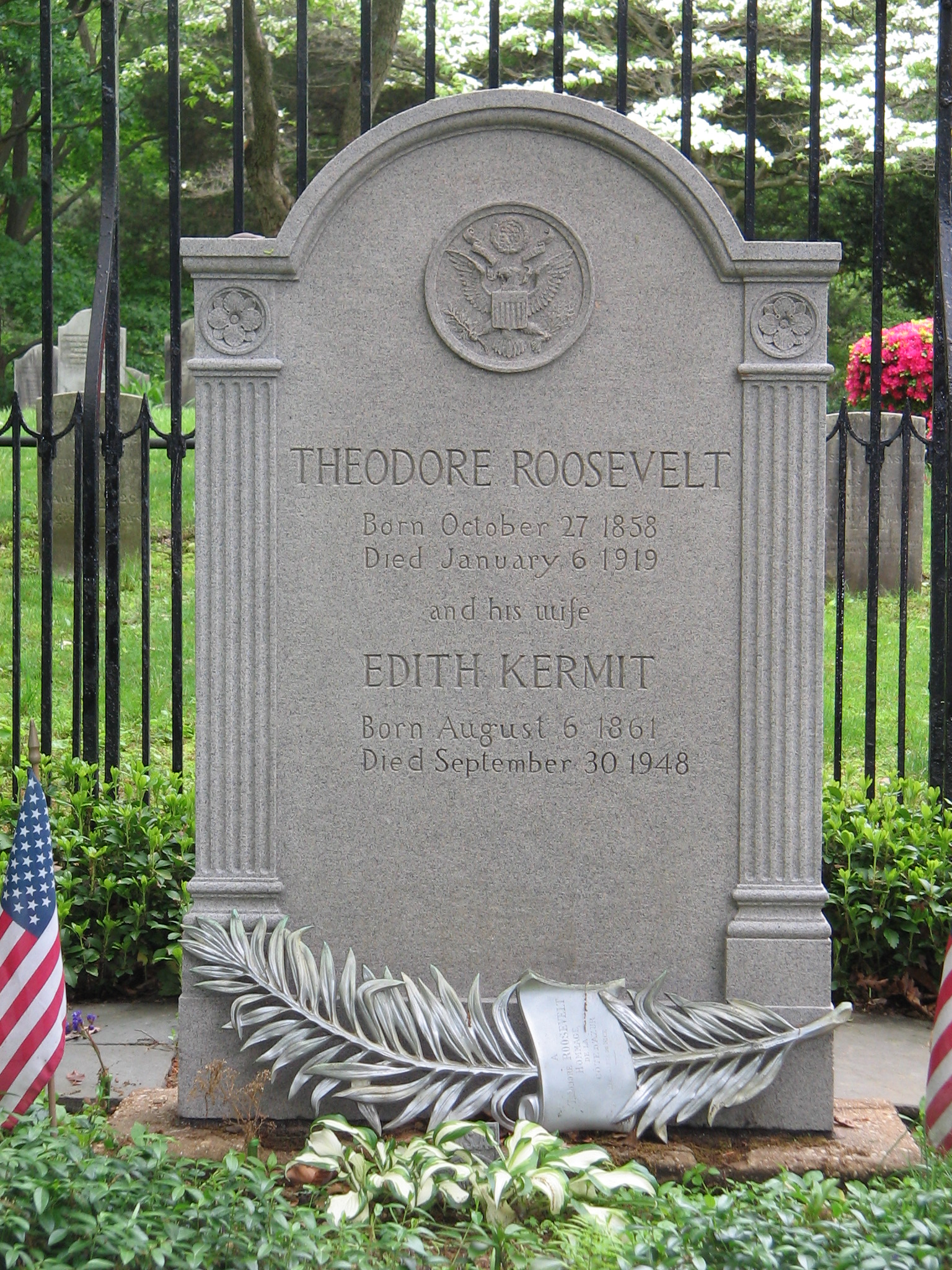
Túmulo de Roosevelt

Com o início da Primeira Guerra Mundial em 1914, Roosevelt apoiou firmemente os Aliados e exigiu uma política mais dura contra a Alemanha, especialmente na questão dos submarinos de guerra. Roosevelt denunciou ferozmente a política externa do Presidente Wilson, chamando-a de "um fracasso perante as atrocidades na Bélgica e as violações dos direitos Americanos".
Seu filho Quentin, um piloto de aviões da força aérea norte-americana, foi abatido nas linhas alemãs em França, em 1918. Quentin era o mais novo dos filhos e provavelmente o seu favorito. Diz-se que nunca se recuperou dessa perda.
Apesar da sua saúde frágil, Roosevelt permaneceu ativo até ao fim da sua vida. Era um entusiasta do movimento escoteiro. Os Boy Scouts of America deram-lhe o título de Cidadão Chefe Escoteiro, a única pessoa a ter esse título. Um líder escuta disse: "as duas coisas que deram ao Escotismo grande ímpeto e o tornou tão popular foram o uniforme e o jingoísmo de Teddy Roosevelt".
Por conta da perda de sua frustrada terceira eleição pelo Partido Progressista (independente), Roosevelt ficou em profunda depressão, isolando-se de tudo e de todos por algum tempo. Motivado por um convite da república Argentina para uma série de três palestras (remuneradas), além do seu filho do meio estar trabalhando no Brasil, e ainda um grupo de amigos do Museu de História Natural de Nova Iorque dando apoio e incentivo a uma expedição científica na América do Sul, depois denominada "expedição científica América do Sul — Roosevelt", e que após longa peregrinação, recebeu um convite do Ministro de Relações exteriores da época, Lauro Müller, para explorar um rio brasileiro que ainda não havia sido explorado, denominado anteriormente por "Rio da Dúvida" por passagem em sua cabeceira pelo então Coronel Rondon. O pedido foi aceito prontamente, com apoio logístico do Governo e do exército Brasileiro, comandado pelo próprio Rondon.
Em 6 de janeiro de 1919, Roosevelt morreu durante o sono de uma trombose coronária (ataque cardíaco) em Oyster Bay, após uma doença de dois meses e meio descrita como reumatismo inflamatório.

## Frases famosas de Theodore Roosevelt
- “Se fracassar, ao menos que fracasse ousando grandes feitos, de modo que a sua postura não seja nunca a dessas almas frias e tímidas que não conhecem nem a vitória nem a derrota.”
- "É muito melhor arriscar coisas grandiosas, alcançar triunfos e glórias, mesmo expondo-se a derrota, do que formar fila com os pobres de espírito que nem gozam muito nem sofrem muito, porque vivem nessa penumbra cinzenta que não conhece vitória nem derrota."
- "Mantenha os olhos nas estrelas e os pés no chão."
- “O mais importante ingrediente na fórmula do sucesso é saber como lidar com as pessoas.”
- “O vigor físico é bom, o vigor intelectual melhor ainda, mas, muito acima de ambos, está o vigor do caráter.”
- “Um homem que rouba por mim fatalmente roubará de mim.”
- “Quando se faz a chamada no senado, os senadores não sabem quando devem responder “presente” ou “inocente”.”
- “Eu não me importo com o que os outros pensam sobre o que eu faço, mas eu me importo muito com o que eu penso sobre o que eu faço. Isso é caráter.”
- “A morte é sempre e em todas as circunstâncias uma tragédia, pois, se não o é, quer dizer que a própria vida passou a ser uma tragédia.”

## Mídia
Theodore Roosevelt foi um dos primeiros presidentes cuja voz foi gravada para a posteridade. Vários dos seus discursos sobrevivem. Uma gravação de voz de 4,6 minutos está entre as disponíveis na biblioteca da Universidade do Estado de Michigan. (Trata-se de uma gravação de 1912 de The Right of the People to Rule, gravado por Edison em Carnegie Hall). No que muitos consideram o melhor exemplo do animado estilo oratório de Roosevelt, um clip áudio patrocinado por Authentic History Center inclui a sua defesa do Partido Progressivo (1912) onde o proclama como o partido do povo, contrastando com os outros maiores partidos.
- Parada para as crianças da escola de São Francisco, Avenida Van Ness
- Coleção de video clips de Roosevelt